# Paul Daley
Paul Anthony Daley (ur. 21 lutego 1983 w Londynie) – angielski zawodnik mieszanych sztuk walki (MMA) wagi półśredniej oraz kickbokser, mistrz Cage Rage z 2006 i 2007 w wadze półśredniej oraz pretendent do pasów EliteXC i Strikeforce. W swojej karierze walczył m.in. w Cage Warriors, Pancrase, Strikeforce, UFC, K-1 oraz Bellator MMA.

## Krótka biografia
Urodził się w Wielkiej Brytanii. Jego rodzice pochodzą z Karaibów. Od 8 roku życia trenował tradycyjne karate, a następnie boks tajski. Skończywszy 20 lat zawodowo wystartował w formule MMA.

## MMA
W MMA zadebiutował 29 czerwca 2003 nokautując Johna Connellego. Kolejne dwie walki przegrywał przed czasem przez poddania. W latach 2004–2006 walczył na lokalnych angielskich galach m.in. Cage Warriors i Cage Rage, gdzie remisował w starciach o tytuły tychże organizacji z Abdulem Mohamedem i Paulem Jenkinsem. 1 lipca 2006 został brytyjskim mistrzem Cage Rage pokonując niejednogłośnie na punkty Rossa Masona - tytuł bronił dwukrotnie z powodzeniem. 27 sierpnia 2006 przegrał w Japonii na gali Pancrase z Satoru Kitaoką. 10 marca 2007 zdobył pas mniejszej organizacji FX3 nokautując Niemca Daniela Weichela. 22 września tego samego roku obronił trzeci raz brytyjskie mistrzostwo Cage Rage, nokautując Marka Weira. Jednocześnie został międzynarodowym mistrzem CR w wadze półśredniej.
W latach 2007–2009 toczył pojedynki za oceanem w amerykańskich EliteXC, Strikeforce i kanadyjskim Maximum Fighting Championship oraz Europie m.in. Cage Warriors i World Freefight Challenge, gdzie pokonywał m.in. Duana Ludwiga i Johna Alessio oraz ulegał Jake’owi Shieldsowi (o pas EliteXC) oraz Nickowi Thompsonowi.
Z bilansem 21-8-2 (16 KO) w lipcu 2009 podpisał kontrakt na cztery walki z największą organizacją Ultimate Fighting Championship, zadebiutował w niej 19 września pokonując przez TKO Duńczyka Martina Kampmanna. Na początku 2010 znokautował Dustina Hazeletta po czym został zestawiony w oficjalnym eliminatorze do pasa mistrzowskiego z Amerykaninem Joshem Koscheckem. Walka odbyła się 8 maja 2010. Ostatecznie Amerykanin zwyciężył na punkty, a Daley został zwolniony z organizacji za niesportowe zachowanie podczas pojedynku.
Od 2010 do 2012 walczył na galach brytyjskiej BAMMA oraz u głównego rywala UFC - Strikeforce gdzie zanotował bilans 1-3 wygrywając tylko z Scottem Smithem, a przegrywając kolejno z Nickiem Diazem (o pas Strikeforce), Tyronem Woodleyem i Kazuo Misakim.
W 2012 podpisał kontrakt z Bellator MMA, lecz po jednej wygranej walce został z niego zwolniony. 20 lipca 2013 na gali Cage Warriors 57 pokonał Polaka Łukasza Chlewickiego przez TKO. Na początku 2015 ponownie podpisał kontrakt z Bellatorem.

## Kickboxing / Muay thai
Od 2003 toczy naprzemiennie z MMA pojedynki na zasadach kickbokserskich oraz pokrewnych takich jak boks tajski uzyskując bilans 20 zwycięstw (14 KO) i 3 porażek, zdobywając przy tym pasy mistrzowskie lokalnych angielskich federacji King of the Ring (2008) oraz Contender Promotions (2014). 11 października 2014 zadebiutował w organizacji K-1 pokonując Mohammada Ghaedibardeha.

## Kontrowersyjne zachowanie
W czasie swojej kariery Daley kilkukrotnie wykazywał nieprofesjonalne i niesportowe zachowanie. Od 2008 roku do teraz aż sześciokrotnie nie udało mu się zrobić wymaganego limitu wagowego podczas oficjalnego ważenia, czego skutkiem były kary finansowe. 8 maja 2010 po gongu kończącym pojedynek Daley podszedł do Josha Koschecka i niespodziewanie uderzył go w twarz. Sędzia natychmiast odciągnął Brytyjczyka od Amerykanina, a widownia go wygwizdała. Dwa dni później na konferencji prasowej prezydent UFC Dana White poinformował o zwolnieniu Daleya. W 2013 roku prowadzono przeciw niemu śledztwo w sprawie bójki w jednym z londyńskich barów. Z tego powodu nie otrzymał pozwolenia na wjazd do USA, a po czasie ówcześnie związany kontraktem z Bellatorem został z niego zwolniony.

## Osiągnięcia
MMA:
- 2006–2007: brytyjski mistrz Cage Rage w wadze półśredniej (-77 kg)
- 2007: mistrz świata Cage Rage w wadze półśredniej
- 2007: mistrz FX3 w wadze półśredniej

Kickboxing:
- 2008: międzynarodowy King of the Ring w wadze półśredniej
- 2014: mistrz Contender Promotions w wadze półśredniej